# Тевзана
Тевзана (рос. Тевзана) — село у Веденському районі Чечні Російської Федерації.
Населення становить 3577 осіб (2019). Входить до складу муніципального утворення Тевзанинське сільське поселення.

## Історія
Згідно із законом від 20 лютого 2009 року органом місцевого самоврядування є Тевзанинське сільське поселення.

## Населення
| 1990  | 2002  | 2010  | 2012  | 2013  | 2014  | 2015  |
| ----- | ----- | ----- | ----- | ----- | ----- | ----- |
| 2007  | ↘1991 | ↗3378 | ↗3434 | ↗3448 | ↗3469 | ↗3502 |
| 2016  | 2017  | 2018  | 2019  |       |       |       |
| ↗3539 | →3539 | ↗3546 | ↗3577 |       |       |       |